# Japans Keizerlijk Leger
Het Japans Keizerlijk Leger (Japans: 大日本帝國陸軍, Dai-Nippon Teikoku Rikugun, letterlijk : Leger van het Groot-Japanse Keizerrijk) was de officiële landmacht van het Japanse Keizerrijk van 1867 tot 1945. Het leger werd geleid door de Keizerlijke Generale Staf en het Japanse ministerie van Oorlog. Beide stonden in naam onder het bevel van de Keizer van Japan, die de opperbevelhebber was van het leger en de marine.

## Geschiedenis
Het Japans Keizerlijk Leger werd opgericht om het traditionele leger van samoerais te vervangen. De Japanners lieten zich door de Westerse legers inspireren om hun leger te moderniseren. Ze kregen hierbij in de eerste plaats hulp van Frankrijk, Nederland, de Verenigde Staten, het Verenigd Koninkrijk en later ook van Duitsland.

## Militaire operaties
Het Japans Keizerlijk Leger werd ingezet:
- in de Eerste Chinees-Japanse Oorlog (1894-1895),
- de bezetting van Taiwan, het toenmalige Formosa (1895),
- in de Russisch-Japanse Oorlog (1904-1905),
- tijdens de Japanse bezetting van Korea 1910,
- tijdens de bezetting van de Duitse kolonie Jiaozhou en Qingdao tijdens de Eerste Wereldoorlog,
- tijdens de bezetting van Mantsjoerije (1931),
- tijdens de Tweede Chinees-Japanse Oorlog (1937-1945);
- vanaf december 1941 in de Pacifische Oorlog.

## Commandanten
- Kan'in Kotohito, (opperbevelhebber van 1931-1940)
- Hajime Sugiyama, (opperbevelhebber van 1940-1941)
- Hideki Tojo, (opperbevelhebber van 1941-1944)
- Yasuji Okamura, (bevelhebber van het leger in China van 1944-45)
- Shunroku Hata, veldmaarschalk
- Tadamichi Kuribayashi, bevelhebber van de Japanners tijdens Landing op Iwo Jima
- Tomoyuki Yamashita, generaal die de Britse kolonies Malaya en Singapore veroverde
- Masaharu Homma

## Sterkte
- 1870: 12.000 man.
- 1885: zeven divisies waaronder de Keizerlijke Garde.
- Aan het begin van de 20e eeuw bestond het Keizerlijk leger uit 12 divisies, de Keizerlijke Garde en meerdere andere eenheden:
  - 380.000 man in actieve dienst en in de eerste reserve (Rekruten van de klassen A en B1 dienden na 2 jaar actieve dienst nog 17 en half jaar in de reserve)
  - 50.000 man in de tweede reserve (zelfde als hierboven maar rekruten van klasse B2)
  - 220.000 in het Nationale leger
    - 1ste Nationale leger - 37 tot 40-jarigen genomen uit de 1ste reserve.
    - 2de Nationale leger – ongetrainde 20-jarigen en reservisten ouder dan 40 jaar.

  - 4.250.000 man die geschikt waren voor legerdienst en mobiliseerbaar waren.

- 1934: het leger versterkt zich tot 17 divisies

- 1940 : 376.000 man in actieve dienst en 2 miljoen man reserve verdeeld over 31 divisies
  - 2 divisies in Japan (Keizerlijke Garde en één andere)
  - 2 divisies in Korea
  - 27 divisies in China en Mantsjoerije

- Eind 1941: 460.000 man in actieve dienst verdeeld over 41 divisies
  - 2 divisies in Japan en Korea
  - 12 divisies in Mantsjoerije
  - 27 divisies in China

- 1945: 5 miljoen man in actieve dienst verdeeld over 145 divisies (waaronder drie van de Keizerlijke Garde) en de Luchtmacht van het Japans Keizerlijk Leger.

- Het Japanse Verdedigingsleger had in 1945 2 miljoen man verdeeld over 55 divisies.
- In augustus 1945 bedroeg de totale sterkte van het Japans Keizerlijk Leger 6.095.000 man.

## Organisatie
Het Japans Keizerlijk Leger was onderverdeeld in verschillende hoofdlegers (総軍, sōgun), regionale legers  (方面軍, hōmengun, legergroepen ) en legers (軍,gun).

### Hoofdlegers
Op het einde van de oorlog waren er zes hoofdlegers. Het hoofdleger was de grootste militaire formatie voor een specifieke operatiezone. Ze waren onderverdeeld in regionale legers, legers en divisies. De hoofdlegers stonden onder het bevel van een veldmaarschalk of een generaal. De bevelhebbers van een hoofdleger werden aan het keizerlijke hof in aanwezigheid van de keizer tijdens een speciale ceremonie benoemd. Van maart 1941 tot 8 april 1945 bestond er een Algemeen Defensie Commando (防衛総司令部, Bōei Soshireibu) dat verantwoordelijk was voor de troepen in Japan, Korea en Taiwan.

#### Hoofdlegers op het einde van de Pacifische Oorlog
- 1e Hoofdleger (第1総 軍, daiichisōgun). Hoofdkwartier in Tokio. Verantwoordelijk voor Oost-Japan.
  - Elfde Legergroep
  - Twaalfde Legergroep
  - Dertiende Legergroep

- 2e Hoofdleger (第二総軍,dainisōgun). Hoofdkwartier in Hiroshima. Verantwoordelijk voor West-Japan.
  - Vijftiende Legergroep
  - Zestiende Legergroep

- Kanto-leger (関東軍, Kantō-gun) Hoofdkwartier in Hsinking. Verantwoordelijk voor Mantsjoerije en Korea.
  - Eerste Legergroep
  - Derde Legergroep
  - Zeventiende Legergroep
  - Vierendertigste Leger
  - Vierde Leger
  - Spoorwegtroepen
  - Tweede Luchtvloot
  - Vijfde Luchtvloot

- Japans expeditieleger in China – (支那派遣軍, Shina hakengun) Hoofdkwartier in Nanking, verantwoordelijk voor China.
  - Legergroep Noord-China
  - Zesde Legergroep
  - Dertiende Leger
  - Zesde Leger
  - Drieëntwintigste Leger
  - 3e divisie
  - 13e divisie
  - 27e divisie
  - 34e divisie
  - 40e divisie
  - 131e divisie
  - 13e divisie van de Luchtmacht van het Japans Keizerlijk Leger

- Zuidelijk Leger (南方軍, Nanpōgun) - verantwoordelijk voor Zuid-China en Zuidoost-Azië, Vietnam, de Filipijnen, Nederlands-Indië, Borneo, Australië, Nieuw-Guinea (met de Bismarck-archipel) en de Salomonseilanden.
  - Legergroep Birma
  - Zevende Legergroep - Malaya
  - Achtste Legergroep – (Daihachi hōmengun) Salomonseilanden, Nieuw-Guinea
  - Veertiende Legergroep - Filipijnen
  - Achttiende Legergroep - Thailand
  - Tweede Leger - China
  - Achtendertigste Leger -Indochina
  - Derde Luchtvloot
  - 14e divisie
  - 49e Zelfstandig gemengde brigade
  - 53e Zelfstandig gemengde brigade

- Luchtleger (航空総軍, kōkū sōgun) Hoofdkwartier Tokio.
  - Eerste Luchtvloot
  - Zesde Luchtvloot
  - 51e luchtmachtdivisie
  - 52e luchtmachtdivisie
  - 53e luchtmachtdivisie
  - 20e jachtvliegtuigdivisie
  - 30e jachtvliegtuigdivisie

## Militaire rangen
De Japanse militaire rangen tijdens de Pacifische Oorlog.
|                   | Japans                    | Equivalent                    | Bevel over             |
| Eretitel          |                           |                               |                        |
| ----------------- | ------------------------- | ----------------------------- | ---------------------- |
| Eretitel          | 元帥 gensui               | Veldmaarschalk                | Hoofdleger, Legergroep |
| Opperofficieren   |                           |                               |                        |
| 大将 taishō       | Generaal                  | Hoofdleger, Legergroep, Leger |                        |
| 中将 chūjō        | Luitenant-Generaal        | Legergroep, Leger, divisie    |                        |
| 少将 shōshō       | Generaal-Majoor           | Brigade                       |                        |
| Hoofdofficieren   | 大佐 taisa                | Kolonel                       | Regiment               |
| Hoofdofficieren   | 中佐 chūsa                | Luitenant-kolonel             | Regiment               |
| Hoofdofficieren   | 少佐 shōsa                | Majoor                        | Bataljon               |
| Junior-officieren | 大尉 taii                 | Kapitein                      | compagnie              |
| Junior-officieren | 中尉 chūi                 | Eerste luitenant              | Compagnie, Peloton     |
| Junior-officieren | 少尉 shōi                 | Tweede luitenant              | Peloton                |
| Onderofficieren   | 准尉 jun-i                | Adjudant                      | Peloton                |
| Onderofficieren   | 曹長 sōchō                | Sergeant-Majoor               | Peloton                |
| Onderofficieren   | 軍曹 gunsō                | Sergeant der eerste klasse    | Groep                  |
| Onderofficieren   | 伍長 gochō                | Sergeant                      | Groep                  |
| Manschappen       |                           |                               |                        |
| 兵長 heichō       | Korporaal                 | —                             |                        |
| 上等兵 jōtōhei    | Soldaat der eerste klasse | —                             |                        |
| 一等兵 ittōhei    | Soldaat der 2de klasse    | —                             |                        |
| 二等兵 nitōhei    | Soldaat                   | —                             |                        |